# Lanugo
Lanugo são os pelos curtos, finos, macios e sem pigmentação que cobrem o corpo do feto durante a gravidez. Estes pelos geralmente desaparecem no sétimo ou oitavo mês de gestação, mas podem-se apresentar no recém-nascido, desaparecendo no prazo de dias ou semanas.